# Piz S-chalambert Dadaint
Piz S-chalambert Dadaint är en bergstopp i Schweiz.   Den ligger i regionen Engiadina Bassa/Val Müstair och kantonen Graubünden, i den östra delen av landet, 230 km öster om huvudstaden Bern. Toppen på Piz S-chalambert Dadaint är 3 031 meter över havet, eller 711 meter över den omgivande terrängen. Bredden vid basen är 12,7 km.
Terrängen runt Piz S-chalambert Dadaint är huvudsakligen bergig. Runt Piz S-chalambert Dadaint är det glesbefolkat, med 19 invånare per kvadratkilometer.. Närmaste större samhälle är Scuol, 8,2 km väster om Piz S-chalambert Dadaint. 
Trakten runt Piz S-chalambert Dadaint består i huvudsak av gräsmarker.